# 无叶荠苧
无叶荠苧（学名：Mosla exfoliata），为唇形科石荠苧属下的一个植物种。